# 梅莉塔·绍尔曼
梅莉塔·绍尔曼（德語：Melitta Sollmann，1958年8月20日—），德国女子雪橇运动员。她曾代表东德参加1980年冬季奥林匹克运动会雪橇比赛，获得女子单人银牌。她也曾两次获得世界雪橇锦标赛女子单人冠军。